# Vandenboschia frappieri
Vandenboschia frappieri là một loài thực vật có mạch trong họ Hymenophyllaceae. Loài này được (Cordem.) Pic. Serm. miêu tả khoa học đầu tiên năm 1983.